# Jason Mayélé
Jason Nono Mayélé (Kinshasa, 4 de janeiro de 1976 - Bussolengo, 2 de março de 2002) foi um futebolista da República Democrática do Congo que atuava como atacante.

## Carreira
Profissionalizou-se em 1993, no LB Châteauroux. Pelo clube francês, onde jogou até 1999, disputou 159 partidas e marcou 32 gols.
Contratado pelo Cagliari no mesmo ano em que deixou o Châteauroux, marcou apenas um gol pelo clube sardo, contra a Reggina. Em 2 anos, foram 47 jogos disputados.
Na temporada 2001/02, Mayélé jogou mais 10 partidas com a camisa do Chievo, sem marcar gols. Durante a passagem pela equipe de Verona, disputou sua única competição por seleções: a Copa Africana de Nações de 2002, onde a Seleção da República Democrática do Congo parou nas quartas-de-final. Pelos Leopardos, atuou em 10 partidas, marcando 5 gols.

## Morte
Em 2 de março de 2002, Mayélé dirigia-se a um treino do Chievo quando seu carro bateu com outro veículo em Bussolengo, próximo de Verona, onde o jogador foi transferido de helicóptero a um hospital local. Ele não resistiu aos ferimentos, vindo a morrer aos 26 anos de idade. Em homenagem, o Chievo aposentou a camisa 30, usada pelo jogador durante sua curta passagem pela equipe.